# Lock Island
Lock Island ist eine Insel in der Themse in England am Shepperton Lock, nahe Shepperton. Die Thames River Police hat eine Station auf der Insel. Der Weybridge Mariners’ Boat Club ist auf der Insel beheimatet. Die Insel ist über eine Brücke über das Wehr mit der Hamhaugh Island verbunden.